# Saint-Nexans
Saint-Nexans è un comune francese di 875 abitanti situato nel dipartimento della Dordogna nella regione della Nuova Aquitania.

## Società

### Evoluzione demografica
Abitanti censiti